# Skebokvarn
Skebokvarn is een plaats in de gemeente Flen in het landschap Södermanland en de provincie Södermanlands län in Zweden. De plaats heeft 218 inwoners (2005) en een oppervlakte van 61 hectare.

## Verkeer en vervoer
Bij de plaats loopt de Riksväg 57.
Door de plaats loopt een spoorlijn.